# Yarmuk-Universität
Die Yarmuk-Universität (arabisch جامعة اليرموك Dschāmiʿat al-Yarmūk, DMG Ǧāmiʿat al-Yarmūk, englisch Yarmouk University (YU)) ist eine staatliche Universität im Nordteil von Irbid in Jordanien.

## Geschichte
Die Universität wurde 1976 durch einen Erlass des Königs Hussein I. gegründet und zählt heute zu den angesehensten Hochschulen des Landes und der Region. Im Jahr 2012 verfügte sie über 34.400 Studierende, mit einem Frauenanteil von 62 % und 3.800 nicht-jordanischen Studierenden.

## Akademische Einrichtungen
- Faculty of Arts
- Faculty of Economics and Administrative Sciences (Volkswirtschaft und Verwaltungswissenschaften)
- Faculty of Education (Erziehungswissenschaften)
- Faculty of Fine Arts (Schöne Künste)
- Faculty of Informations Technology and computer Science (Informatik)
- Hijjawi Faculty of Engineering Technology
- Faculty of Law (Jura)
- Faculty of Physical Education (Sportwissenschaften)
- Faculty of Science (Naturwissenschaften)
- Faculty of Shari'a and Islamic Studies (Islamisches Recht und Islam-Studien)
- Faculty of Archaeology and Anthropology (Archäologie und Anthropologie)
- Faculty of Tourism

## Kooperationen
Die Universität unterhält
- seit 1984 eine Kooperation mit der University of Virginia in Charlottesville (USA) und
- seit 2004 eine Kooperation mit dem omanischen Oman College of Science & Technology in Barka (Oman)

Im Rahmen des TEMPUS-Projekts kooperiert die Hochschule mit
- der Brandenburgischen Technischen Universität in Cottbus
- dem University College Dublin
- der UNESCO